# دیوید هولمز (موسیقی‌دان)
دیوید هولمز (انگلیسی: David Holmes؛ زادهٔ ۱۴ فوریهٔ ۱۹۶۹) یک موسیقی‌دان اهل ایرلند شمالی است.

## دیسکوگرافی

### فیلم
- خارج از دید (۱۹۹۸)
- سربازان بوفالو (۲۰۰۱)
- یازده یار اوشن (۲۰۰۱)
- تحلیل آن (۲۰۰۲)
- کد ۴۶ (۲۰۰۳)
- استندر (۲۰۰۳)
- دوازده یار اوشن (۲۰۰۴)
- جنگ درون (۲۰۰۵)
- سیزده یار اوشن (۲۰۰۷)
- گرسنگی (۲۰۰۸)
- The Girlfriend Experience (۲۰۰۹)
- بمب گیلاس (۲۰۰۹)
- پاداش پریر (۲۰۰۹)
- پنج دقیقه از بهشت (۲۰۰۹)
- The Edge (۲۰۱۰)
- The Shore (۲۰۱۱، فیلم کوتاه) (به‌همراه فوی ونس)
- بی‌استفاده (۲۰۱۲)
- ارتعاشات خوب (۲۰۱۲)
- متل زندگی (۲۰۱۲)
- دیانا (۲۰۱۳)
- ۷۱ (۲۰۱۴)
- ۱۳ دقیقه (۲۰۱۵)
- من اینجام (۲۰۱۵)
- من بلفاست هستم (۲۰۱۵)
- میندهورن (۲۰۱۶)
- لوگان خوش‌شانس (۲۰۱۷)
- رختشویگاه (۲۰۱۹)
- عشق معمولی (۲۰۱۹)
- لیرا (۲۰۲۲)

### تلویزیون
- سقوط (۲۰۱۳، موسیقی تم)
- جاسوس لندن (۲۰۱۵)
- مرگ و بلبل‌ها (۲۰۱۸)
- موزاییک (۲۰۱۸)
- کشتن ایو (۲۰۱۸–۲۰۱۹)